# Nezumia milleri
Nezumia milleri es una especie de pez de la familia Macrouridae en el orden de los Gadiformes.

## Morfología
• Los machos pueden llegar alcanzar los 38 cm de longitud total.

## Hábitat
Es un pez de aguas profundas que vive entre 320-620m de profundidad.

## Distribución geográfica
Se encuentra desde Angola hasta Namibia.